# 2024–2025-ös UEFA Nemzetek Ligája (D liga)
A 2024–2025-ös UEFA Nemzetek Ligájának D ligája az UEFA Nemzetek Ligája 2024–2025-ös kiírásának negyedik divíziója.

## Lebonyolítás
A D ligában a 2024–2025-ös UEFA Nemzetek Ligája kiemelési rangsorának 49–54. helyezettjei vesznek részt, kettő csoportra osztva. A csoportokban a csapatok összesen négy mérkőzést játszanak, oda-visszavágós körmérkőzéses rendszerben mérkőznek meg egymással. A mérkőzéseket 2025. szeptember 5. és november 19. között játsszák. A csoportok győztesei feljutnak és a következő kiírás C ligájába kerülnek. A második helyezettek osztályozót játszanak a C liga két utolsó helyezettjével. A győztesek feljutnak és a következő kiírás C ligájába kerülnek, a vesztesek a következő kiírásban a D ligában szerepelhetnek. A harmadik helyezettek a következő kiírásban a D ligában szerepelhetnek.
Az osztályozók első mérkőzéseit 2025. március 20–22. között, a második mérkőzéseket 2025. március 23–25. között játsszák. Az osztályozók sorsolásán a C liga negyedik helyezettjei a kiemeltek, amelyek csak a D liga valamelyik második helyezettjével játszhatnak. A D liga második helyezettjei játsszák pályaválasztóként az első mérkőzést. Az osztályozókon a csapatok oda-visszavágós rendszerben mérkőznek meg egymással. Ha a második mérkőzés rendes játékideje után az összesített állás döntetlen, akkor 2×15 perc hosszabbítás következik. Ha az összesített állás ezután is döntetlen, akkor büntetőpárbaj dönt a győztesről.

## Csapatok

### Változások
A 2022–2023-as kiírás utáni változások:
| Kiesett a C ligából |
| ------------------- |
| Gibraltár           |

| Feljutott a C ligába      |
| ------------------------- |
| - Lettország - Észtország |

1. 1 2  A 2022–2023-as kiírásban a B ligából is kizárt Oroszországot a 2024–25-ös kiírásban kizárták. A módosítás miatt a B ligából csak három csapat esett ki a C ligába, valamint a C/D liga osztályozóból csak egy párosítás volt.[3][4]

### Kiemelés
A kiemelés a 2024–2025-ös UEFA Nemzetek Ligája kiemelési rangsorának megfelelően a 2022–2023-as UEFA Nemzetek Ligája összesített rangsora alapján történt. A kiemelést 2023. december 2-án tették közzé.
| Csapat    | Hely. |
| --------- | ----- |
| Gibraltár | 49.   |
| Moldova   | 50.   |

| Csapat        | Hely. |
| ------------- | ----- |
| Málta         | 51.   |
| Andorra       | 52.   |
| San Marino    | 53.   |
| Liechtenstein | 54.   |

1. ↑  A csapat ismeretlen volt a sorsolás időpontjában.

A csoportok sorsolását 2024. február 8-án tartották Párizsban, közép-európai idő szerint 18 órától.

## Csoportok
A menetrendet az UEFA február 9-én tette közzé.
Az időpontok a szeptemberi és októberi mérkőzésekre közép-európai nyári idő (UTC+2) szerint, a novemberi mérkőzésekre közép-európai idő (UTC+1) szerint értendők. Az ettől eltérő időzónában játszott mérkőzéseknél zárójelben szerepel a helyi idő is.

### 1. csoport
| Hely. | Csapat        | M | Gy | D | V | G+ | G– | Gk | P | Feljutás                      |  | San Marino | Gibraltár (brit tengerentúli terület) | Liechtenstein |
| ----- | ------------- | - | -- | - | - | -- | -- | -- | - | ----------------------------- |  | ---------- | ------------------------------------- | ------------- |
| 1.    | San Marino    | 4 | 2  | 1 | 1 | 5  | 3  | +2 | 7 | Feljut a C ligába             |  | —          | 1–1                                   | 1–0           |
| 2.    | Gibraltár     | 4 | 1  | 3 | 0 | 4  | 3  | +1 | 6 | A C/D liga osztályozójába jut |  | 1–0        | —                                     | 2–2           |
| 3.    | Liechtenstein | 4 | 0  | 2 | 2 | 3  | 6  | −3 | 2 |                               |  | 1–3        | 0–0                                   | —             |

| 2024. szeptember 5. 20:45 |

| San Marino  | 1–0               | Liechtenstein |
| ----------- | ----------------- | ------------- |
| Sensoli 53' | (0–0) Jegyzőkönyv |               |

| San Marino Stadium, Serravalle Nézőszám: 914 Játékvezető: Andris Treimanis (lett) |

| 2024. szeptember 8. 18:00 |

| Gibraltár               | 2–2               | Liechtenstein            |
| ----------------------- | ----------------- | ------------------------ |
| Walker 8' Scanlon 90+7' | (1–0) Jegyzőkönyv | Saglam 53' Hasler 90+14' |

| Europa Sports Park, Europa Point Nézőszám: 681 Játékvezető: Kristo Tohver (észt) |

| 2024. október 10. 20:45 |

| Gibraltár  | 1–0               | San Marino |
| ---------- | ----------------- | ---------- |
| Britto 62' | (0–0) Jegyzőkönyv |            |

| Europa Sports Park, Europa Point Nézőszám: 677 Játékvezető: Felix Zwayer (német) |

| 2024. október 13. 18:00 |

| Liechtenstein | 0–0         | Gibraltár |
| ------------- | ----------- | --------- |
|               | Jegyzőkönyv |           |

| Rheinpark Stadion, Vaduz Nézőszám: 1510 Játékvezető: Horațiu Feșnic (román) |

| 2024. november 15. 20:45 |

| San Marino             | 1–1               | Gibraltár             |
| ---------------------- | ----------------- | --------------------- |
| Nanni 90+2' (11-esből) | (0–1) Jegyzőkönyv | Walker 11' (11-esből) |

| San Marino Stadium, Serravalle Nézőszám: 1324 Játékvezető: Igor Pajac (horvát) |

| 2024. november 18. 20:45 |

| Liechtenstein | 1–3               | San Marino                                     |
| ------------- | ----------------- | ---------------------------------------------- |
| Sele 40'      | (1–0) Jegyzőkönyv | Lazzari 46' Nanni 66' (11-esből) Golinucci 76' |

| Rheinpark Stadion, Vaduz Játékvezető: Jérémie Pignard (francia) |

### 2. csoport
| Hely. | Csapat  | M | Gy | D | V | G+ | G– | Gk | P | Feljutás                         |  | Moldova | Málta | Andorra |
| ----- | ------- | - | -- | - | - | -- | -- | -- | - | -------------------------------- |  | ------- | ----- | ------- |
| 1.    | Moldova | 4 | 3  | 0 | 1 | 5  | 1  | +4 | 9 | Feljutott a C ligába             |  | —       | 2–0   | 2–0     |
| 2.    | Málta   | 4 | 2  | 1 | 1 | 2  | 2  | 0  | 7 | A C/D liga osztályozójába jutott |  | 1–0     | —     | 0–0     |
| 3.    | Andorra | 4 | 0  | 1 | 3 | 0  | 4  | −4 | 1 |                                  |  | 0–1     | 0–1   | —       |

| 2024. szeptember 7. 18:00 (19:00 UTC+3) |

| Moldova                                  | 2–0               | Málta |
| ---------------------------------------- | ----------------- | ----- |
| Caimacov 32' Nicolaescu 45+4' (11-esből) | (2–0) Jegyzőkönyv |       |

| Stadionul Zimbru, Chișinău Nézőszám: 6142 Játékvezető: Mykola Balakin (ukrán) |

| 2024. szeptember 10. 20:45 |

| Andorra | 0–1               | Málta         |
| ------- | ----------------- | ------------- |
|         | (0–1) Jegyzőkönyv | Camenzuli 45' |

| Estadi Nacional, Andorra la Vella Játékvezető: Mohammed Al-Hakim (svéd) |

| 2024. október 10. 20:45 (21:45 UTC+3) |

| Moldova                   | 2–0               | Andorra |
| ------------------------- | ----------------- | ------- |
| Ionita 31' Cojocaru 90+5' | (1–0) Jegyzőkönyv |         |

| Stadionul Zimbru, Chisinau Játékvezető: Milos Milanovic (szerb) |

| 2024. október 13. 18:00 |

| Málta                | 1–0               | Moldova |
| -------------------- | ----------------- | ------- |
| Teuma 87' (11-esből) | (0–0) Jegyzőkönyv |         |

| National Stadium, Ta'Qali Játékvezető: John Brooks (angol) |

| 2024. november 16. 18:00 |

| Andorra | 0–1               | Moldova          |
| ------- | ----------------- | ---------------- |
|         | (0–0) Jegyzőkönyv | Postolachi 90+2' |

| Estadi Nacional, Andorra la Vella Játékvezető: Bulat Sariyev (kazak) |

| 2024. november 19. 20:45 |

| Málta | 0–0         | Andorra |
| ----- | ----------- | ------- |
|       | Jegyzőkönyv |         |

| National Stadium, Ta'Qali Nézőszám: 3142 Játékvezető: Luka Bilbija (bosznia-hercegovinai) |

## Időszakos rangsorolás
| Hely. | Cs | Csapat                                    | M | Gy | D | V | G+ | G– | Gk | P |
| ----- | -- | ----------------------------------------- | - | -- | - | - | -- | -- | -- | - |
| 49.   |    | Legjobbként rangsorolt csoportgyőztes     | 0 | 0  | 0 | 0 | 0  | 0  | 0  | 0 |
| 50.   |    | Másodikként rangsorolt csoportgyőztes     | 0 | 0  | 0 | 0 | 0  | 0  | 0  | 0 |
|       |    |                                           |   |    |   |   |    |    |    |   |
| 51.   |    | Legjobbként rangsorolt második helyezett  | 0 | 0  | 0 | 0 | 0  | 0  | 0  | 0 |
| 52.   |    | Másodikként rangsorolt második helyezett  | 0 | 0  | 0 | 0 | 0  | 0  | 0  | 0 |
|       |    |                                           |   |    |   |   |    |    |    |   |
| 53.   |    | Legjobbként rangsorolt harmadik helyezett | 0 | 0  | 0 | 0 | 0  | 0  | 0  | 0 |
| 54.   |    | Másodikként rangsorolt harmadik helyezett | 0 | 0  | 0 | 0 | 0  | 0  | 0  | 0 |

## Osztályozók

### A C/D liga osztályozó kiemelése
| Csoport | C liga negyedik helyezett (kiemeltek) | Csoport    | D liga második helyezett (nem kiemeltek) |
| ------- | ------------------------------------- | ---------- | ---------------------------------------- |
|         |                                       | 1. csoport |                                          |
|         |                                       | 2. csoport |                                          |

### A C/D liga osztályozó összegzése
| 1. csapat | Össz.Tooltip Aggregate score | 2. csapat  | 1. mérk.        | 2. mérk.        |
| --------- | ---------------------------- | ---------- | --------------- | --------------- |
| Gibraltár | –                            | Lettország | 2026. márc. 26. | 2026. márc. 26. |
| Málta     | –                            | Finnország | 2026. márc. 26. | 2026. márc. 31. |

### A C/D liga osztályozó mérkőzései
| 2026. március 26. |

| Gibraltár | – | Lettország |
| --------- | - | ---------- |
|           |   |            |

|  |

| 2026. március 31. |

| Lettország | – | Gibraltár |
| ---------- | - | --------- |
|            |   |           |

|  |

| 2026. március 26. |

| Málta | – | Luxemburg |
| ----- | - | --------- |
|       |   |           |

|  |

| 2026. március 26. |

| Málta | – | Luxemburg |
| ----- | - | --------- |
|       |   |           |

|  |

## Végleges rangsorolás
| Hely. | Cs | Csapat                                                            | M | Gy | D | V | G+ | G– | Gk | P |
| ----- | -- | ----------------------------------------------------------------- | - | -- | - | - | -- | -- | -- | - |
| 49.   |    | A C/D liga osztályozójának győztese vagy a D liga csoportgyőztese | 0 | 0  | 0 | 0 | 0  | 0  | 0  | 0 |
| 50.   |    | A C/D liga osztályozójának győztese vagy a D liga csoportgyőztese | 0 | 0  | 0 | 0 | 0  | 0  | 0  | 0 |
|       |    |                                                                   |   |    |   |   |    |    |    |   |
| 51.   |    | A C/D liga osztályozójának győztese vagy a D liga csoportgyőztese | 0 | 0  | 0 | 0 | 0  | 0  | 0  | 0 |
| 52.   |    | A C/D liga osztályozójának győztese vagy a D liga csoportgyőztese | 0 | 0  | 0 | 0 | 0  | 0  | 0  | 0 |
|       |    |                                                                   |   |    |   |   |    |    |    |   |
| 53.   |    | Legjobbként rangsorolt harmadik helyezett                         | 0 | 0  | 0 | 0 | 0  | 0  | 0  | 0 |
| 54.   |    | Másodikként rangsorolt harmadik helyezett                         | 0 | 0  | 0 | 0 | 0  | 0  | 0  | 0 |